# A Scooby-Doo-show
A Scooby-Doo-show (eredeti címén The Scooby-Doo Show) 1976-tól 1978-ig készült amerikai rajzfilmsorozat, amely az eredeti Scooby-Doo, merre vagy? című sorozat harmadik feldolgozása. Összesen 40 epizód készült, melyek elsőként az ABC-n kerültek leadásra, így ez az első sorozat, amelyet itt lehetett látni, miután elődjeit a CBS vetítette. Tizenhat epizód a Robokuty, a csodaeb c. rajzfilmsorozattal közös műsorblokkban került sugárzásra 1976-ban, nyolc epizód pedig a Scooby-Doo Rajzfilmolimpia cíművel 1977-ben, majd 1978-ban tizenhat szintén ezzel a műsorral közösen, ebből kilenc pedig a Scooby-Doo, merre vagy? cím alatt került leadásra. A későbbiekben ezeket az epizódokat is A Scooby-Doo-show-ként sugározták.
Három évaddal ez a leghosszabb ideig futó, illetve legtöbb epizóddal rendelkező Scooby-sorozat, mielőtt megjelent Scrappy-Doo, az összes sorozatot tekintve pedig a harmadik legtöbb epizódot produkáló, a Scooby-Doo: Rejtélyek nyomában és a Mizújs, Scooby-Doo? mögött.
A sorozatot 1999-ben a TV2 rendelte meg magyar nyelvű szinkronnal és mutatta be a Cartoon Network műsorblokkban, majd ezzel a szinkronnal sugározta a Cartoon Network és a Boomerang. A szinkron az első magyar Scooby-Doo-szinkron volt, eredetileg Scooby hangjának Hankó Attilát szánták, ő adta a karakter hangját az első két évadban, majd halála után a harmadik évadra és a későbbi sorozatokra is Vass Gábor váltotta fel.

## Áttekintés
Amikor a gyermekműsorokért vezető felelős, Fred Silverman a CBS-től az ABC-hez költözött, Scooby-Doo és csapata is követte őt, majd 1976-ban jelentek meg először a csatorna képernyőjén, a The Scooby-Doo/Dynomutt Hour c. programblokk keretében, ami egy órát ölelt fel, és amiben egy Scooby-Doo Show és egy Robokuty, a csodaeb epizódra került sor. Itt tizenhat új szegmens mutatkozott be a Scooby-franchise-ból, az eredeti Scooby-Doo, merre vagy? formátummal, ahol a Rejtély Rt. rejtélyeket old meg, új visszatérő szereplőként pedig felbukkan Scooby unokaöccse, Scooby-Dum karaktere is. Az eredeti változatban Nicole Jaffe szinkronszínésznőt leváltotta Pat Stevens, mint Vilma hangja. A másik fél óra az akkor debütáló Robokuty volt, melynek főszereplője egy Scooby karakteréhez hasonló, szuperképességekkel is felruházott kutya, Scooby és a csapat pedig több epizódjában is felbukkant a sorozatnak. A blokkot átkeresztelték The Scooby-Doo/Dynomutt Show névre, mikor másfél órássá vált az, mivel a Scooby-Doo, merre vagy? ismétlései is műsorra kerültek.
1977-től a sorozatot a Scooby-Doo Rajzfilmolimpiával közösen sugározták, melyben folyamatos szereplőként jelent meg többek között Scooby és Bozont is, valamint a Scooby-Doo-show-ban szereplő Scooby-Dum is, aki 1978-ig, a sorozat befejezéséig összesen négy epizódban szerepelt, köztük egy különlegesben is, melyben egy másik rokon, Scooby-Dee is megjelent.

## Magyar hangok
| Szereplő   | Eredeti hang         | Magyar hang                                   |
| ---------- | -------------------- | --------------------------------------------- |
| Scooby-Doo | Don Messick          | Hankó Attila (1–2. évad) Vass Gábor (3. évad) |
| Bozont     | Casey Kasem          | Fekete Zoltán                                 |
| Fred       | Frank Welker         | Bódy Gergely                                  |
| Vilma      | Pat Stevens          | Madarász Éva                                  |
| Diána      | Heather North Kenney | Hámori Eszter                                 |
| Scooby-Dum | Daws Butler          | Gesztesi Károly                               |
| Mr.Bohanov | ------               | Papp János                                    |

## Szinkronstáb
A szinkront a TV2 megbízásából a Masterfilm Digital készítette.
Magyar szöveg: Fekete Zoltán
Hangmérnök: Királybíró Sarolta
Vágó: Pilipár Éva
Gyártásvezető: Németh Piroska
Szinkronrendező: Orosz Ildikó
Felolvasó: Hankó Attila, Fekete Zoltán, Vass Gábor